# Shawn Armstrong
Pour les articles homonymes, voir Armstrong.
Shawn Michael Armstrong (né le 11 septembre 1990 à New Bern, Caroline du Nord, États-Unis) est un lanceur de relève droitier des Rays de Tampa Bay de la Ligue majeure de baseball.

## Carrière
Joueur à l'école secondaire West Craven High de Vanceboro en Caroline du Nord en 2008, Shawn Armstrong est repêché par les Astros de Houston au 33e tour de sélection, mais il ne signe son premier contrat professionnel qu'en 2011, après avoir été repêché au 18e tour de sélection par les Indians de Cleveland, au terme d'un passage chez les Pirates d'East Carolina.
Il fait ses débuts dans le baseball majeur le 8 août 2015 comme lanceur de relève pour Cleveland face aux Twins du Minnesota.